# Čarobnjakov šegrt (film iz 2002)
Čarobnjakov šegrt (engl. The Sorcerer's Apprentice) je fantastični film iz 2002. Iako se radnja odvija u Engleskoj, film je sniman na lokacijama u Južnoj Africi.

## Zaplet
Svakih sto godina, zla čarobnica Morgana (Keli Lebrok) se vraća i traži Fingalov talisman od Merlina, pomoću kojeg planira da uništi svet. Poslednjih 1400 godina nije uspevala... sada namerava da osvoji sve.
Mladi Ben Klark (Bajron Tejlor) seli sa svojim roditeljima u novi grad, gde se sprijatelji sa svojim starijim susedom, čarobnjakom Milnerom (Robert Dejvi). Ben je prirodno talentovan za magiju i želi da nauči sve što može od ovog starca. Ben ima isti ožiljak kao i prvobitni nosilac palice pre 1400 godina. I Morgana i Milner, za kojeg se ispostavlja da je Merlin, vide ovo kao znak da će bitka između dobra i zla biti teža i žešća nego ikada. Ben mora sam da se odluči između dobra i zla i, uvučen u bitku, mora pokazati sopstveni duh i magiju kako bi odlučio koji će put da sledi i stoga, kakva će biti sudbina sveta kakav poznajemo.

## Spoljašnje veze
- na sajtu  (jezik: engleski)